# موريساندا كوياتي
موريساندا كوياتي (بالإنجليزية: Morissanda Kouyaté)‏ هو طبيب من غينيا، يُعد الدكتور موريساندا كوييات من كبار الناشطين في سبيل إنهاء العنف ضد النساء والفتيات في أفريقيا، وكان من ثمار جهوده التي بذلها في ذلك السبيل مع الاتحاد الأفريقي خروج بروتوكول مابوتو الذي يُعد الصك الإقليمي لأفريقيا بشأن إنهاء العنف ضد المرأة. بذل الدكتور كويات جهوداً استثنائية في مكافحة الممارسات التقليدية الضارة، لا سيما من أجل القضاء على تشويه الأعضاء التناسلية للإناث، وهي مبادرة من مبادرات اليوم الدولي لعدم التسامح مطلقا إزاء تشويه الأعضاء التناسيلة للإناث. الدكتور كوييات حاصل على درجات علمية في الطب من جامعة كوناكري في غينيا، و جامعة جونز هوبكينز وجامعة كلارك أتلانتا في الولايات المتحدة الأمريكية.

## الجوائز
- حصل عام 2020 على جائزة نيلسون مانديلا.[1]